# Руджету (Міхеєшть, Вилча)
Руджету (рум. Rugetu) — село у повіті Вилча в Румунії. Входить до складу комуни Міхеєшть.
Село розташоване на відстані 159 км на північний захід від Бухареста, 15 км на південний захід від Римніку-Вилчі, 82 км на північний схід від Крайови, 129 км на південний захід від Брашова.

## Населення
За даними перепису населення 2002 року у селі проживали 233 особи, усі — румуни. Усі жителі села рідною мовою назвали румунську.